# Hauptstrasse 3
De Hauptstrasse 3 in Zwitserland loopt vanaf de grens met Duitsland bij Bazel tot aan de grens met Italië in Castasegna vanwaar de naam verandert in SS37.